# Zsemle
A zsemle vagy zsömle kis, cipószerű, kerek péksütemény, melynek legegyszerűbb verziója úgy készül, hogy a vizet élesztővel elkeverik, majd a lisztet hozzáadva pihentetik, letakarva kelesztik. Formázás után nagyon forró sütőben sütik. Lehet önmagában is fogyasztani, vajjal megkenve, vagy különféle feltétekkel, szendvicsként.

## Eredete
A zsemlét a világ számos országában ismerik és készítik. A magyar zsemle szó a német Semmel egy korábbi alakjából ('semele') származik, amely viszont a latin eredetű simila („finomliszt”) szóhoz vezethető vissza. A zsemle szavunk először zemle alakban létezett, majd a z hang zsésült. Ausztriában már a 18. század közepén készítették az itthon is ismert, úgynevezett császárzsömlét (Kaisersemmel). A legenda szerint azért kapta ezt a nevet, mert a pékek petíciót nyújtottak be a császárhoz, hogy segítsen felszabadítani az addig fix áras zsemlepiacot.

## Készítése házilag
A vizes zsemle a nevéhez hűen vízzel készül, melyhez élesztőt és sót adnak, majd lisztet. Kelesztés után formázzák, majd letakarva tovább kelesztik. Nagyon forró sütőben sütik. Egyes receptek a vizes zsemle tésztájához olajat is tesznek.
A császárzsemle ezzel szemben tejjel és vajjal készül, a formázása is más: a hurka formájúra sodort tésztát vagy csomózzák, vagy pedig a gömb alakúra formázott buci tetejére kanál élével nyomják bele a mintát. Tojással vagy tejjel kenik le, tetejére szezámmagot vagy mákot is lehet szórni.

## Élelmiszeripari előírások Magyarországon
A Magyar Élelmiszerkönyv előírása szerint a „vizes zsemle” BL 55 finomlisztből készül, víz, élesztő és esetlegesen adalékanyagok hozzáadásával, kelesztéssel és sütéssel. Átlagtömege 52–56 gramm lehet. A csomagolatlan vizes zsemlét a gyártástól számított 24 órán belül értékesíteni kell. A császárzsemle védett elnevezésnek minősül az élelmiszerkönyv alapján.

## Galéria

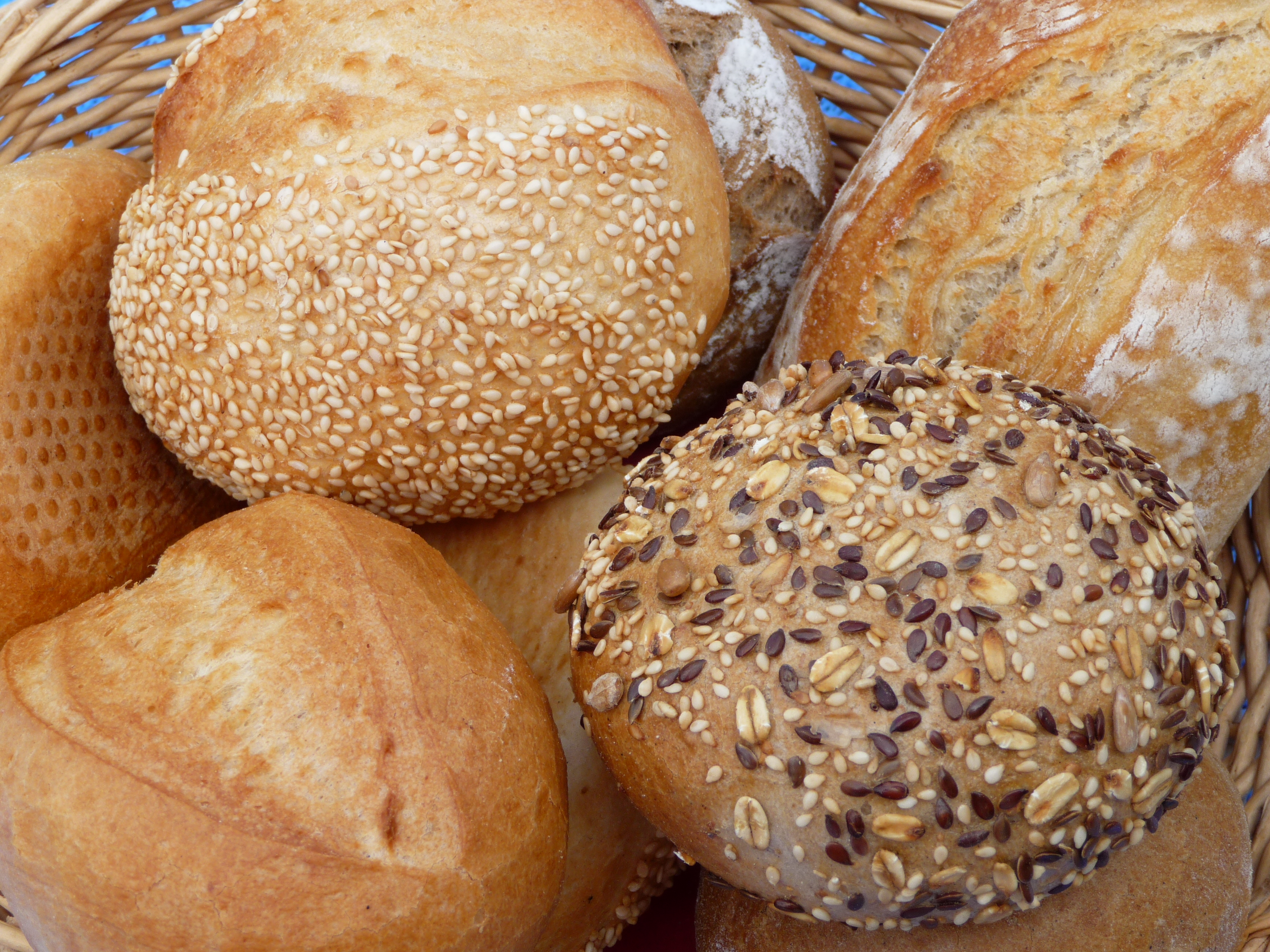
Különféle zsemlék
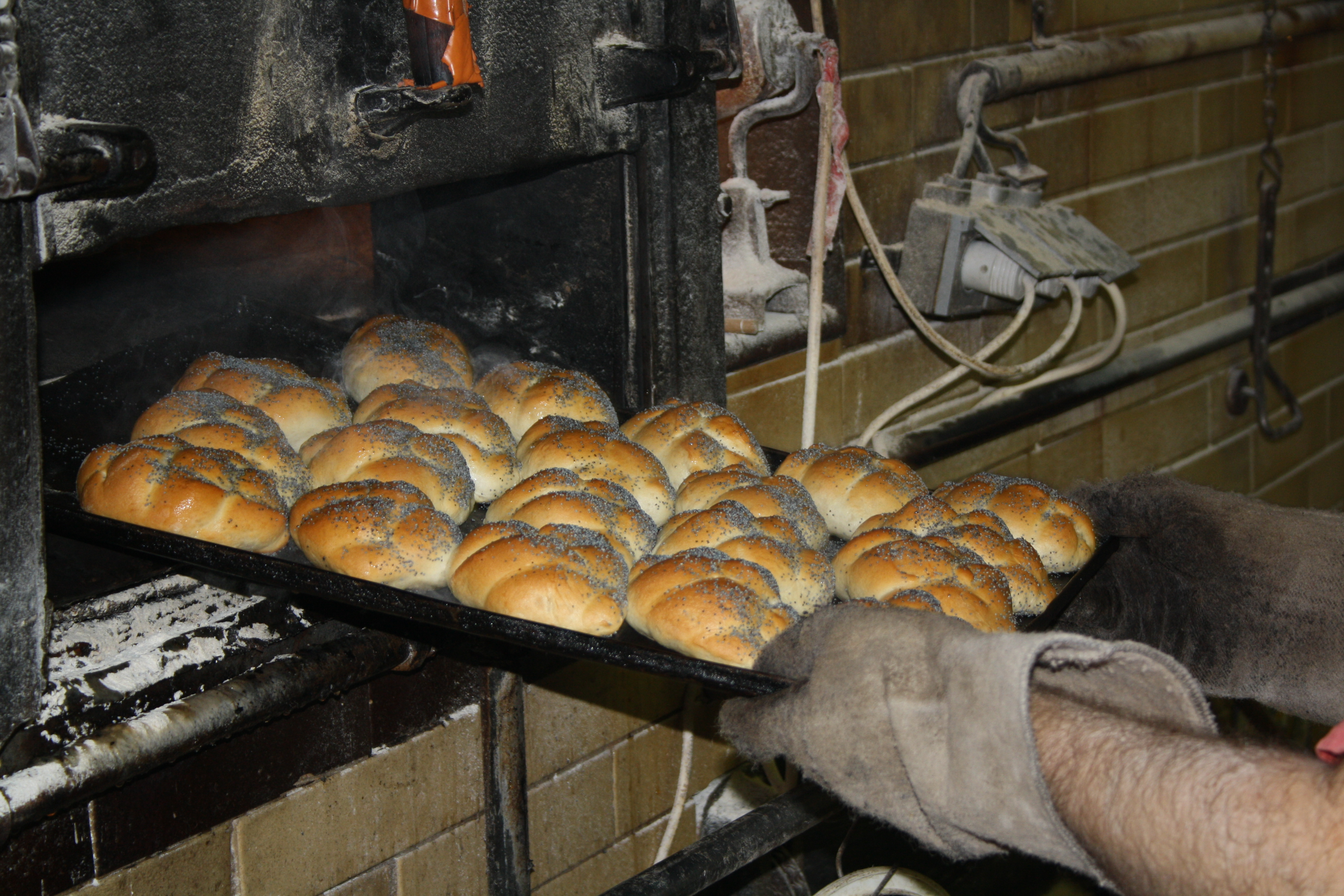
Sütőből kivett cseh zsemlék
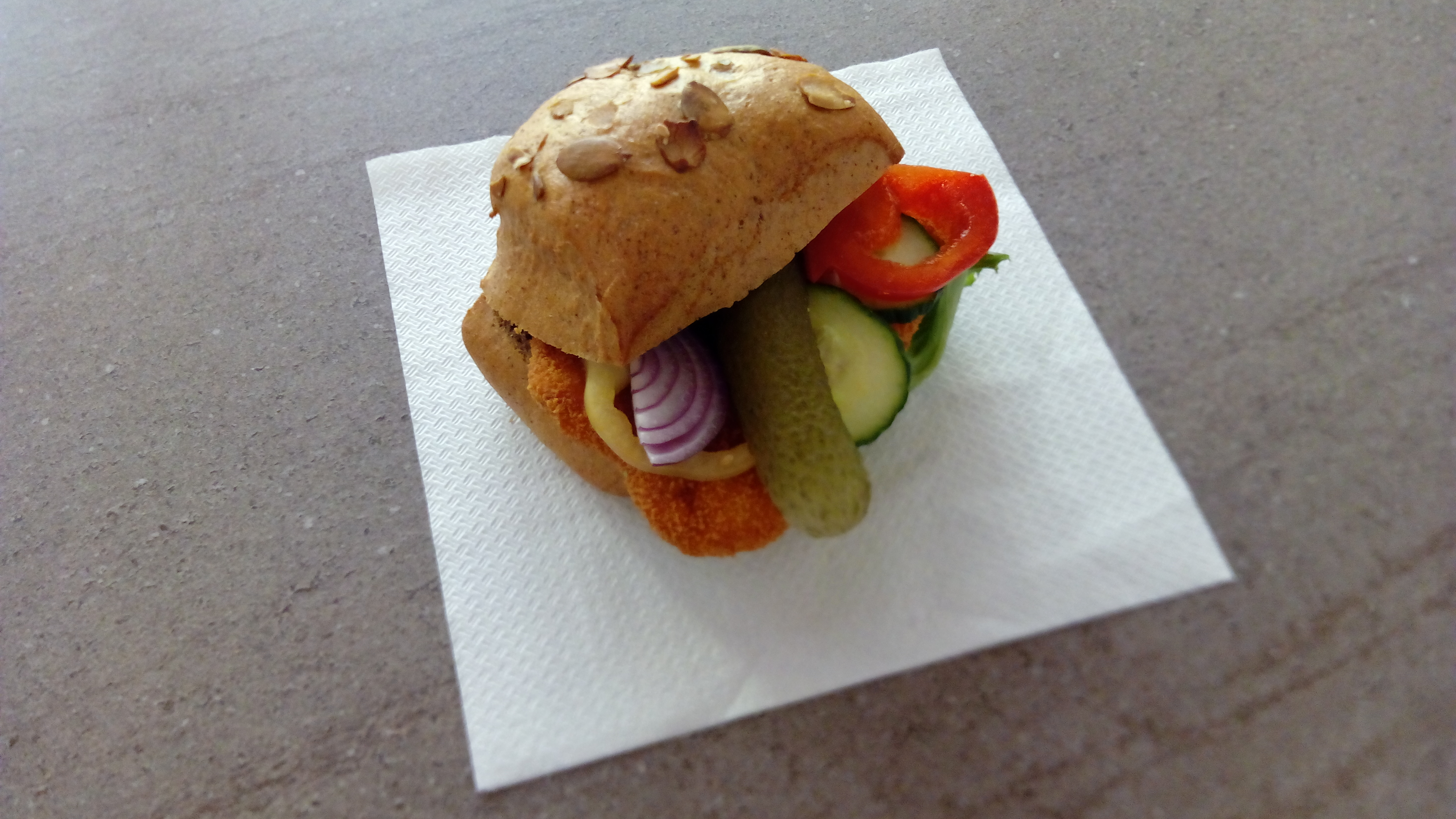
Rántott csirkés szendvics zsemlében